# Morgan Spector

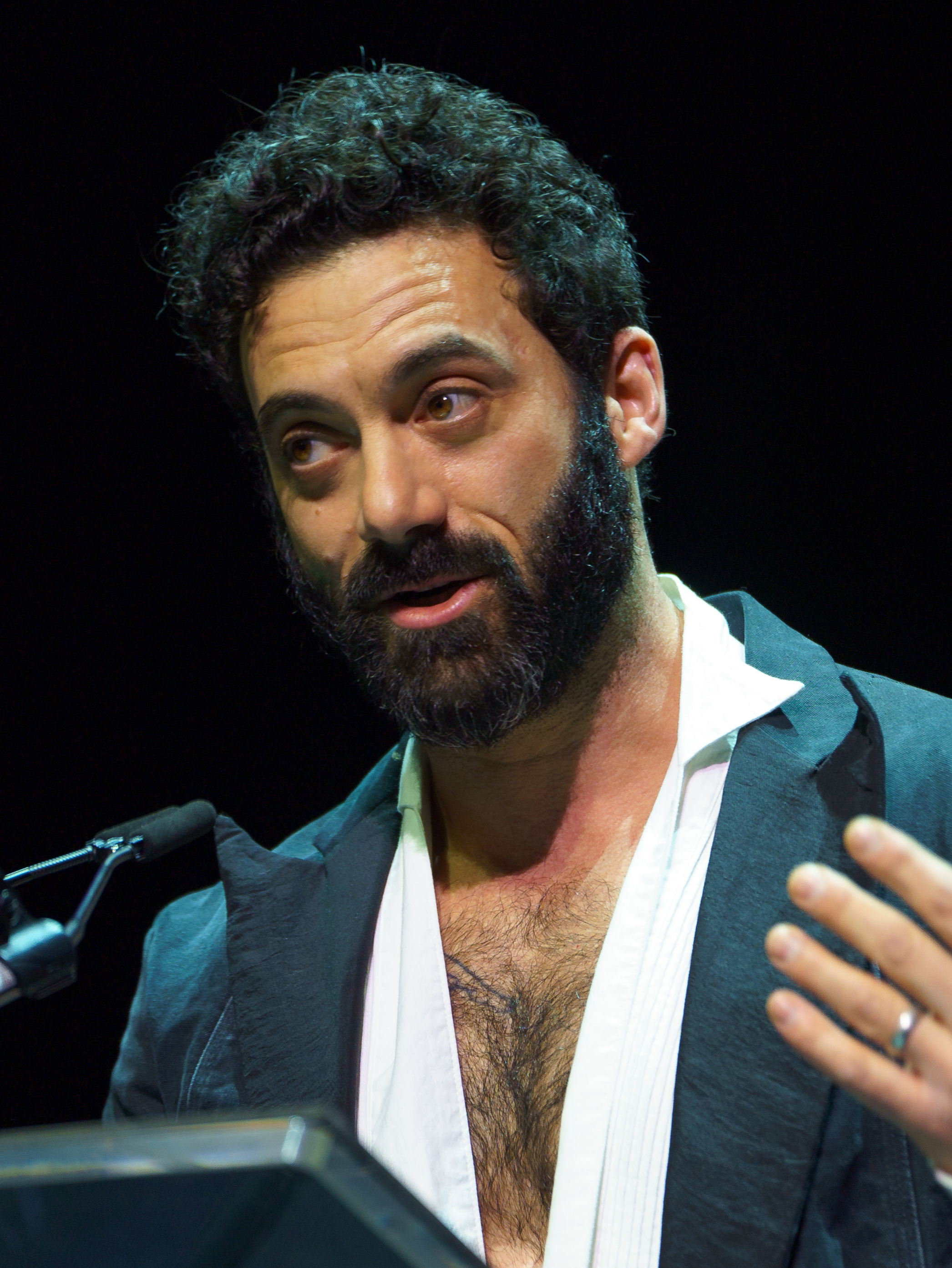
Morgan Spector (2024)

Morgan Spector (* 4. Oktober 1980 in Santa Rosa, Kalifornien) ist ein US-amerikanischer Schauspieler.

## Leben und Karriere
Morgan Spector wurde in der kalifornischen Stadt Santa Rosa geboren und wuchs in Guerneville auf. Bereits im Alter von acht Jahren nahm er an Theateraufführungen am örtlichen Theater teil, ehe er später auch in Schul- und Collegeproduktionen auftrat. Er schloss später das Reed College in Portland, Oregon ab, bevor er sich am American Conservatory Theater in San Francisco einschrieb. In der Folge war er etwa Teil der Besetzung des Musicals The Lion King. Im Jahr 2006 zog Spector nach New York City.
Seit 2004 ist Spector auch in Film und Fernsehen aktiv, nachdem er eine kleine Rolle als Kurt Callaway im Film Raspberry Heaven übernahm. In der Folge war er auch in Filmen wie Die Legende von Aang, Das Wunder von New York, Burning Blue, The Drop – Bargeld, Christine, Split oder Chuck – Der wahre Rocky zu sehen. In Gastrollen wurde er etwa in Criminal Intent – Verbrechen im Visier, Do No Harm, Orange Is the New Black, Zero Hour, Unforgettable oder Suits besetzt.
Von 2011 bis 2013 verkörperte Spector die Figur Peter Yogorov in der Serie Person of Interest. Ebenfalls 2013 spielte Spector als Frank Capone eine kleine Rolle in Boardwalk Empire. 2015 folgte eine Hauptrolle als Victor Dobrynin in der kurzlebigen Serie Allegiance. 2017 war er in einer Nebenrolle in der Serie Der Nebel zu sehen. 2018 übernahm Spector als Dante Allen eine Hauptrolle in der siebten Staffel von Homeland. 2019 trat er in der Serie Pearson in der Rolle des Bobby Novak auf. Die Rolle spielte er auch bei einem Gastauftritt in Suits, deren Spin-Off Pearson darstellt. 2020 spielte er in der Miniserie The Plot Against America, die auf dem Werk Verschwörung gegen Amerika des Schriftstellers Philip Roth basiert, die Hauptrolle des Herman Levin.

## Privates
Spector ist seit 2015 mit der britisch-amerikanischen Schauspielerin Rebecca Hall verheiratet, die er ein Jahr zuvor bei den Arbeiten zur Inszenierung von Sophie Treadwells Stück Machinal kennenlernte. 2018 wurde das Paar Eltern einer Tochter.

## Filmografie (Auswahl)
- 2004: Raspberry Heaven
- 2009–2010: Criminal Intent – Verbrechen im Visier (Criminal Intent, Fernsehserie, 2 Episoden)
- 2010: How to Make It in America (Fernsehserie, 2 Episoden)
- 2010: Die Legende von Aang (The Last Airbender)
- 2011: Musical Chairs
- 2011–2013: Person of Interest (Fernsehserie, 5 Episoden)
- 2013: Das Wunder von New York (All Is Bright)
- 2013: Do No Harm (Fernsehserie, Episode 1x03)
- 2013: Burning Blue
- 2013: Orange Is the New Black (Fernsehserie, Episode 1x03)
- 2013: Zero Hour (Fernsehserie, 3 Episoden)
- 2013: Boardwalk Empire (Fernsehserie, 4 Episoden)
- 2014: Grand Street
- 2014: Unforgettable (Fernsehserie, Episode 3x04)
- 2014: The Drop – Bargeld (The Drop)
- 2015: Allegiance (Fernsehserie, 13 Episoden)
- 2015: Broad Squad (Fernsehfilm)
- 2015–2016: Friday Night Tykes (Fernsehserie, 20 Episoden, Stimme)
- 2016: Friday Night Tykes: Steel Country (Fernsehserie, 12 Episoden, Stimme)
- 2016: Christine
- 2016: Split
- 2016: Chuck – Der wahre Rocky (Chuck)
- 2017: Permission
- 2017: Man with Van
- 2017: Der Nebel (The Mist, Fernsehserie, 10 Episoden)
- 2018: Vigilante – Bis zum letzten Atemzug (A Vigilante)
- 2018: Homeland (Fernsehserie, 9 Episoden)
- 2018: Suits (Fernsehserie, Episode 7x16)
- 2019: Pearson (Fernsehserie, 8 Episoden)
- 2020: The Plot Against America (Miniserie, 6 Episoden)
- 2021: With/in
- 2022: Nanny
- 2022: The Gilded Age (Fernsehserie)
- 2023: Boston Strangler
- 2024: I Don’t Understand You